# Santo Tomé del Puerto
Santo Tomé del Puerto är en kommun i Spanien.   Den ligger i provinsen Provincia de Segovia och regionen Kastilien och Leon, i den centrala delen av landet, 90 km norr om huvudstaden Madrid. Antalet invånare är 325. Arean är 56 kvadratkilometer.
Terrängen i Santo Tomé del Puerto är kuperad åt sydost, men åt nordväst är den platt.